# فالديمار ليندغرين
فالديمار ليندغرين (بالإنجليزية: Waldemar Lindgren)‏ (و. 1860 – 1939 م) هو جيولوجي، وأستاذ جامعي، من الولايات المتحدة الأمريكية، ولد في كالمار، كان عضوًا في الأكاديمية الملكية السويدية للعلوم، والأكاديمية الملكية السويدية للعلوم الهندسية، والأكاديمية الأمريكية للفنون والعلوم، توفي في بوسطن، عن عمر يناهز 79 عاماً.

## التعليم
تعلم في جامعة فرايبيرغ التكنولوجية.

## مناصب وهيئات
أدار الماسح الجيولوجي الأمريكي.

## جوائز
حصل على جوائز منها:
- ميدالية ولاستون (1937)
- Penrose Medal [الإنجليزية]‏ (1933)
- جائزة بنروز الذهبية [الإنجليزية]‏ (1928).

## روابط خارجية
- فالديمار ليندغرين على موقع الموسوعة البريطانية (الإنجليزية)